# Castello di Sant'Angelo Lodigiano
Il castello di Sant'Angelo Lodigiano si trova in Lombardia nel comune di Sant'Angelo Lodigiano in provincia di Lodi. Al momento ospita tre musei:
1. il Museo Morando Bolognini
2. il Museo del pane
3. il Mulsa, Museo Lombardo di Storia dell'Agricoltura

## Il castello
Edificato forse a partire da un precedente castrum di epoca romana, il castello fu costruito nel XIII secolo  da Angelo Lodigiano come presidio militare dalla Signoria di Milano e fu coinvolto nelle dispute comunali tra le città di Milano, Pavia e Lodi. Dopo esser stato un possedimento del vescovo di Lodi, nel secolo successivo il castello cambiò funzione grazie a Regina della Scala, che lo ampliò (1370) e lo adibì a dimora estiva; suo marito Bernabò Visconti in quel periodo visse la transizione del potere dalla famiglia Visconti alla famiglia Sforza e fu proprio Francesco Sforza a donare il castello ai Bolognini. Gl'interventi commissionati da Regina della Scala comportarono la costruzione del mastio e delle finestre con cornice in cotto.  
Il castello venne restaurato all'inizio del '900 da Gian Giacomo Morando Bolognini e nel 1933 Lydia Caprara Morando Bolognini (vedova di quest'ultimo) adattò la struttura del castello per ospitare la Fondazione Morando Bolognini e dei musei.

## I musei

### Museo Morando Bolognini
Il museo espone gli arredi tradizionali del castello dal '700 al '900. Viene raccontata la storia del feudo e dei suoi abitanti, compresa la passione dei conti per il collezionismo. Il museo comprende 24 saloni organizzati secondo la natura della casa museo. Degne di attenzione sono la biblioteca (2000 volumi) e la armeria (500 pezzi).

### Museo del pane
Il museo del pane è costituito da cinque sale monotematiche:
- la prima sala espone vari tipi di cereali
- la seconda sala presenta la procedura per creare il pane partendo dalla coltivazione del grano
- la terza sala riunisce forme di pani dalle regioni italiane e da alcuni paesi esteri
- la quarta sala raccoglie i macchinari necessari per produrre il pane
- la quinta sala illustra la parte burocratica, cioè tasse, regolamenti e disposizioni governative

### Mulsa, Museo Lombardo di storia dell'agricoltura
Il museo è collocato nelle ex scuderie padronali, nei seminterrati del castello e nei suoi cortili esterni.
Viene illustrata la storia dell'agricoltura tramite le rivoluzioni tecnologiche. Il museo copre un periodo dal 10000 a.C. alle rivoluzioni industriali, con particolare attenzione per i prodotti e le tecnologie introdotte a seguito di esplorazioni negli altri continenti. Vi è un settore dedicato alla Bassa padana